# Cempa (Hinai)
Cempa is een bestuurslaag in het regentschap Langkat van de provincie Noord-Sumatra, Indonesië. Cempa telt 5290 inwoners (volkstelling 2010).